# El rey ciervo
El rey ciervo (título en alemán, König Hirsch) es una ópera en tres actos con música de Hans Werner Henze y libreto en alemán de Heinz von Cramer basado en una fábula de Carlo Gozzi, Il re cervo.

## Historia
Se estrenó en la Städtische Oper, Berlín el 23 de septiembre de 1956 en una forma abreviada. Fue reescrita como Il re cervo, oder Die Irrfahrten der Wahrheit y representada en el Staatstheater, de Kassel el 10 de marzo de 1963. Esta versión también fue producida por la Ópera de Santa Fe el 4 de agosto de 1965. La obra completa se dio por vez primera el 5 de mayo de 1985 en la Staatsoper de Stuttgart.
Esta ópera rara vez se representa en la actualidad; en las estadísticas de Operabase no aparece entre las óperas representadas en el período 2005-2010.

## Personajes
| Personaje                                                                        | Tesitura      | Reparto del estreno, 23 de septiembre de 1956 (Director: Hermann Scherchen) |
| -------------------------------------------------------------------------------- | ------------- | --------------------------------------------------------------------------- |
| El rey (Leandro)                                                                 | tenor         | Sándor Kónya                                                                |
| El gobernador (Tartaglia)                                                        | bajo-barítono | Leopold Clam                                                                |
| La doncella (Costanza)                                                           | soprano       | Helga Pilarczyk                                                             |
| El preceptor                                                                     | bajo          | Tomislav Neralic                                                            |
| Checco                                                                           | tenor         | Helmut Krebs                                                                |
| Coltellino                                                                       | tenor         | Martin Vantin                                                               |
| Scollatella I                                                                    | soprano       | Nora Jungwirth                                                              |
| Scollatella II                                                                   | soprano       |                                                                             |
| Scollatella III                                                                  | mezzosoprano  |                                                                             |
| Scollatella IV                                                                   | contralto     |                                                                             |
| Mujer de negro                                                                   | contralto     |                                                                             |
| Estatua I                                                                        | soprano       |                                                                             |
| Estatua II                                                                       | soprano       |                                                                             |
| El ciervo o venado                                                               | mimo          |                                                                             |
| Voces en el bosque, cortesanos, animales, cazadores, soldados, ciudadanos (coro) |               |                                                                             |

## Argumento
El rey, que ha sido desterrado al bosque siendo niño por el gobernador, regresa a su reino. Sin embargo, se ve engañado por el gobernador y obligado a volver al bosque, donde se vuelve ciervo. Con el tiempo regresa, el gobernador resulta muerto y se ve transformado de nuevo a la forma humana.